# 꽃말

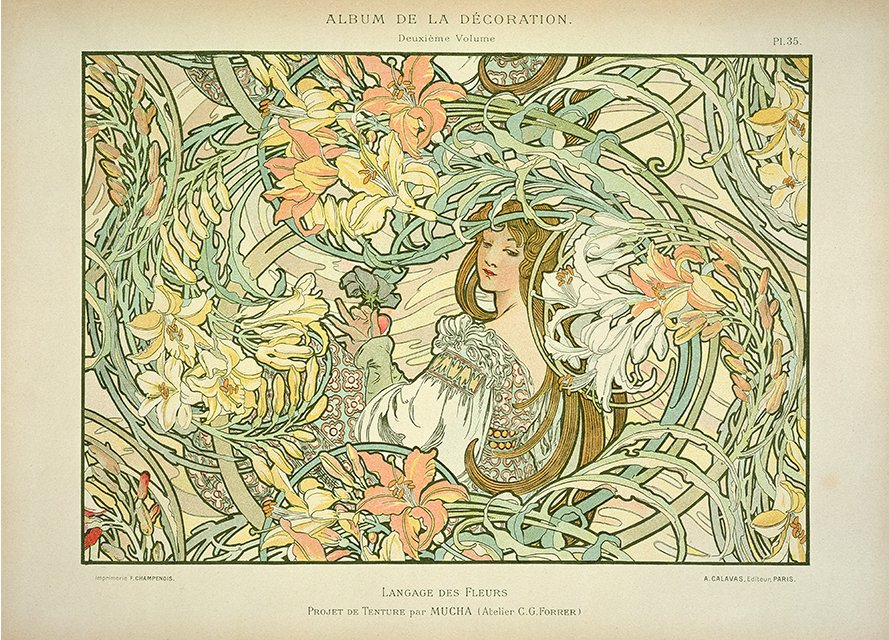
Langage des Fleurs (꽃말) by 알폰스 무하 (1900) 컬러 석판 인쇄

꽃말(language of flowers) 또는 플로리오그래피(floriography)는 꽃을 사용하거나 배열하면서 쓰이는 암호 통신의 수단이다. 의미는 수천 년 동안 꽃에서 기인한 것으로, 유럽, 아시아 및 중동의 전통 문화에서 일부 형태의 플로리오그래피가 사용되었다.
식물과 꽃은 이스라엘 사람들을 위한 상징으로 다가오는 메시아, 특히 사랑의 노래와 연인들의 상징으로 히브리어 성경에서 기호로 사용된다. 서양 문화에서 윌리엄 셰익스피어는 상징적 의미를 꽃, 특히 덴마크 왕자인 햄릿에게 사용했다.
19세기 빅토리아 시대에는 영국과 미국에서 꽃에 대한 그림에 대한 관심이 급증했다. 꽃, 식물 및 특정한 꽃꽂이의 선물은 받는 사람에게 암호 메시지를 보내는데 사용되어 받는 이에게 빅토리아 사회에서 큰소리로 말할 수 없는 감정을 표현할 수 있게 해주는 수단으로 사용되었다.  꽃 사전을  갖춘 빅토리아 시대 사람들은 종종 패션 소품으로 착용하거나 휴대할 수 있는 작은 꽃다발 (nosegay)이나 터지머지 (tussie-mussie)라고 불리는 작은 크기의 "말하는 꽃다발"을 교환하기도 했다

## 세계 꽃의 의미

### 서양에서 꽃의 의미
서양 문화의 특정 꽃에 부여 된 중요성은 다양하다. 거의 모든 꽃에는 수백 개의 꽃 사전에 나열된 여러 의미가 있었지만 일반적인 꽃에 대한 의미에 대한 합의가 나타났다. 종종 정의는 식물 자체의 모양이나 행동에서 파생된다. 예를 들어 미모사 같이 민감한 식물은 순결을 나타낸다. 이것은 미모사의 잎이 밤이나 만질 때 닫히기 때문이다. 마찬가지로, 붉은 장미와 가시는 그리스도의 피와 낭만적인 사랑의 상징을 상징하는 데 사용되고 장미 꽃잎 다섯 장은 그리스도의 다섯 가지 십자가의 상처를 묘사하는 것으로 생각된다. 분홍 장미는 애정이 덜함을, 흰 장미는 미덕과 순결을, 노란 장미는 우정이나 헌신을 의미한다. 흑장미 (실제로는 매우 어두운 붉은 색, 자주색 또는 적갈색)는 죽음과 흑마법과 오래된 관계가 있다.

### 일본에서 꽃의 의미
꽃말을 이용하여 화초를 즐기는 습관이 일본에 수입된 것은 메이지 시대 초기로 여겨진다.. 처음에는 수입된 꽃말을 그대로 사용하고 있었지만, 그 후 일본 고유의 꽃말도 활발히 추가되었다.
또한 원예 산업 확대와 함께 꽃말은 화훼류의 판매 촉진을 위해 여러 곳에서 부여되고 있다. 일본에서는 독자적인 신품종이 개발되었을 때 개발자 자신이 꽃말을 부여하고 있으며 생산자가 새로운 꽃말을 소비자에서 모집, 선정하고 판매사가 독자적으로 부여하는 경우가 있다.

## 같이 보기
- 탄생화
- 식물 상징주의
- 하나코토바 - 일본식 꽃말
- 나라꽃